# آرنه يورغن أسين
آرنه يورغن أسين (بالنرويجية البوكمول: Arne Jørgen Aasen)‏ هو كيميائي نرويجي، ولد في 15 أكتوبر 1939.